# Хардинес дел Иподромо
„Хардинес дел Иподромо“ (на испански: Jardines Del Hipódromo) е многофункционален стадион в Монтевидео - столицата на Уругвай.
На него играе домакинските си мачове отборът на футболния клуб „Данубио“. Капацитетът на „Хардинес дел Иподромо“ е 18 000 места.